# 500
Cette page concerne l'année 500  du calendrier julien. Pour l'année 500 av. J.-C., voir 500 av. J.-C. Pour le nombre 500, voir 500 (nombre).
Pour l’article ayant un titre homophone, voir Saint Sang.
L'année 500 est une année séculaire et une année bissextile qui commence un samedi.

## Événements
- Mars : selon la chronique de Josué le Stylite, un vol de sauterelles ravage la région d'Édesse et compromet la récolte de blé ; face à la disette qui en résulte dès le mois d’avril, les paysans sèment une céréale de secours, le millet, qui ne prend pas. La crise  s’aggrave en août et les paysans quittent leurs villages pour envahir la ville. Une épidémie, probablement la variole, s'ensuit. La mortalité culmine de décembre à mars 501[1].

- Printemps : début d'une campagne des Francs contre les Burgondes. Clovis bat Gondebaud sur l'Ouche près de Dijon grâce à la défection de Godégisile ; Gondebaud se réfugie à Avignon pendant que Clovis prend Lyon et Vienne et que les Ostrogoths avancent lentement en Provence. Clovis échoue lors du siège d’Avignon ; après son retrait, Gondebaud assiège son frère Godégisile dans Vienne, prend la ville et le tue[2]. Il devient seul roi des Burgondes, et après un traité signé avec Clovis sur la Quoranda, il cède l'Auxerrois au roi des Francs, à exception de Nevers[3].
- Fin septembre : le roi des Ostrogoths Théodoric quitte Ravenne pour Rome où il fait une entrée solennelle[4]. Il y publie un Édit (Edictum Theodorici) qui tente d’imposer le droit romain à tous ses sujets, quelle que soit leur origine[5]. L’organisation politique et administrative est restaurée (Sénat, préfet de la ville, gouverneur de province, curiales municipaux).

- Vers cette année[6], les Bretons arrêtent la progression vers l'Ouest des Saxons en les battant au mont Badon, à la suite de la formation récente du royaume des Saxons de l'Ouest, le Wessex[7].

## Naissances en 500
- Vers 495-500 : l'impératrice Théodora, épouse de l'empereur Justinien[8].
- Vers 500 : 
  - Procope de Césarée.
  - Bélisaire.
  - Pasgen ap Cyngen, roi de Powys.

## Décès en 500
- Godégisile, roi des Burgondes.
- Zu Chongzhi, mathématicien et astronome chinois.